# 李路加
李路加（Archbishop Domenico Luca Capozi, O.F.M. 1899年3月9日—1991年12月30日），天主教太原总教区主教（1940年1月12日-1983年），意大利方济各会会士。
1899年3月9日，李路加出生在意大利弗罗西诺内省波菲。1915年（15岁）入方济各会。1926年8月8日，27岁晋升神甫。赴中國传教。1940年1月12日（40岁）由教廷任命为天主教太原府代牧区宗座代牧，领Attalea in Pamphylia 主教衔 。同年4月14日，由凤朝瑞主教、汾阳刘锦文主教、朔县俞廣仁主教祝圣 。1946年4月11日，罗马教廷建立中国圣统制，李路加任太原教区总主教。
1983年（83岁），李路加总主教退休。1991年12月30日，李路加主教去世，年92岁。